# Janowo (gmina Miłakowo)
Janowo (niem. Schillings) – osada w Polsce położona w województwie warmińsko-mazurskim, w powiecie ostródzkim, w gminie Miłakowo.
W latach 1975–1998 miejscowość administracyjnie należała do województwa olsztyńskiego.
Wieś, położona między jeziorami: Peneper Duży i Peneper Mały, wzmiankowana w dokumentach z roku 1325, jako wieś pruska na 12 włókach. Pierwotna nazwa wsi - Panauper (pierwotna nazwa zachowana w nazwach pobliskich jezior). W roku 1782 we wsi odnotowano dwa domy, natomiast w 1858 w trzech gospodarstwach domowych było 37 mieszkańców. W latach 1937–39 było 25 mieszkańców. Wieś należała do Ponar. W roku 1973 jako majątek Janowo należały do powiatu morąskiego, gmina Miłakowo, poczta Boguchwały.
Obecnie osada znajduje się w posiadaniu prywatnego właściciela, w Janowie zameldowane są dwie osoby.
Borek (niem. Heide) – las, położony na półwyspie jeziora Narie, na południe od majątku Janowo.